# Bourillon
Pour les articles homonymes, voir Bourrillon.
Le Bourillon, sous-affluent de la Loire par le Cosson et le Beuvron, est une rivière française située dans le département du Loiret (région Centre-Val de Loire) sur le bassin versant de la Loire.
Elle traverse le territoire de cinq communes.

## Géographie
Le Bourillon prend sa source au sud-ouest du territoire de la commune de Neuvy-en-Sullias, puis pénètre à Vannes-sur-Cosson au lieu-dit Le Luet, il rejoint Tigy à La Rousselière puis traverse le Sud du territoire de Vienne-en-Val. Il finit son parcours en passant au sud du bourg de Marcilly-en-Villette, puis, obliquant vers le sud-ouest, il rejoint la rive droite du Cosson au sud du lieu-dit La Gaulette.

## Patrimoine
Plusieurs édifices notables se situent sur ou à proximité du cours de la rivière, de l'amont vers l'aval :
- Château Le Luet ;
- Château de Chérupeaux ;
- Tuilerie du Cerfbois.